# Ekkehard Maaß

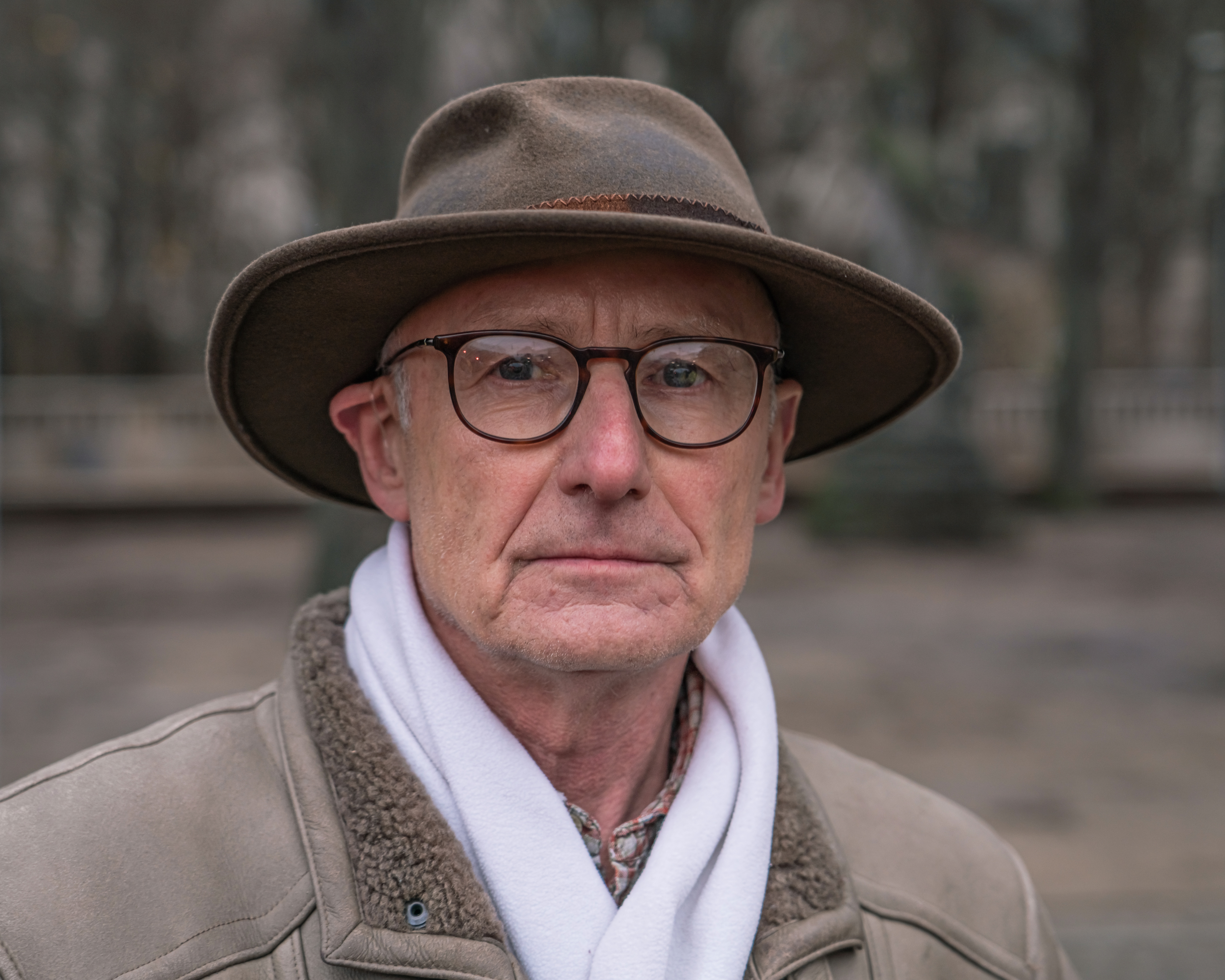
Ekkehard Maaß (2023)

Ekkehard Maaß (* 25. Juni 1951 in Naumburg (Saale)) ist ein deutscher Liedersänger, Publizist und Übersetzer.

## Leben
Ekkehard Maaß wurde 1951 in Naumburg (Saale) als Sohn eines aus dem Baltikum stammenden Pfarrers geboren, der wegen Ablehnung der SED-Diktatur inhaftiert war. Seine Kindheit verbrachte er in dem Dorf Schönburg (Saale).
Ekkehard Maaß studierte Theologie und Philosophie, zunächst an kirchlichen Einrichtungen, dann an der Humboldt-Universität zu Berlin. Wegen der Freundschaft mit Wolf Biermann und des Sammelns von Unterschriften gegen seine Ausbürgerung wurde er vom Studium relegiert; die Stasi leitete gegen ihn „operative Maßnahmen“ ein. Er war mit der Keramikerin Wilfriede Maaß verheiratet. Aus dieser Ehe gingen zwei Kinder hervor.
Er war in der DDR als Sänger von Bulat-Okudshawa-Liedern bekannt. Nach der Ausbürgerung Wolf Biermanns organisierte er von 1978 bis 1984 in der Wohnung, in der seine Frau Wilfriede zugleich ihre Werkstatt hatte und die diese vorher von ihrer Schwester übernommen hatte, einen literarischen Salon mit Lesungen für junge Dichter. Uwe Kolbe zufolge waren es „die wichtigsten Lesungen der jüngeren DDR-Literatur“ – ein Beitrag zur Förderung einer Künstlergeneration, die sich zehn Jahre vor dem Ende der DDR von der sozialistischen Ideologie losgesagt hatte und die als Prenzlauer-Berg-Szene Berühmtheit erlangte.

„Gelesen haben zum Beispiel Detlef Opitz, Bert Papenfuß, Stefan Döring, Eberhard Häfner, Katja Lange-Müller, Peter Brasch, Uwe Kolbe oder Wasja Götze, der Hallenser Maler und Sänger, der sehr beißende und sehr ironische Texte auf die DDR gesungen hatte. Oder Christa Moog aus Eisenach, Dieter Eue, der bald in den Westen ging, nachdem er sein Manuskript bei uns gelesen hatte, oder Dieter Schulze. Ekkehard hat heute noch all die Einladungen in seinem Zimmer hängen.“

Jahrelang setzte sich Ekkehard Maaß für die Rückkehr des zwangsweise nach Georgien exilierten deutsch-georgischen Schriftstellers Giwi Margwelaschwili nach Deutschland ein.
Seit 1996 leitet er die von ihm gegründete Deutsch-Kaukasische Gesellschaft.

## Auszeichnungen
1998 erhielt Ekkehard Maaß für 30 Jahre Einsatz für Bürger- und Menschenrechte ein Stipendium der Deutschen Nationalstiftung. 2011 wurde er mit dem Verdienstkreuz am Bande der Bundesrepublik Deutschland ausgezeichnet.

## Publikationen
- Die Schnupftabakdose. Kinderbuch, Berlin, 1987, ISBN 3-357-00150-0.
- Vom Pfarrhaus in Schönburg zur Schönhauser Allee. In: Wolf Biermann und andere Autoren: Die Ausbürgerung. Hrsg.: Fritz Pleitgen; 2001, ISBN 3-89834-044-9, S. 181 ff.
- Apti Bisultanov: Schatten eines Blitzes. Klagenfurt, 2004 (Übersetzer und Herausgeber), ISBN 3-902005-37-8.